# The Lion's Roar
Albums de First Aid Kit
The Big Black and the Blue
(2010) Stay Gold
(2014)
Singles
1. The Lion's Roar
Sortie : 7 décembre 2011
2. Emmylou
Sortie : 10 février 2012
3. Blue
Sortie : 18 juin 2012
4. Wolf
Sortie : 17 septembre 2012

The Lion's Roar est le deuxième album du groupe suédois First Aid Kit, sorti en 2012 et composé de 10 titres.

## Titres
Sauf mention indiquée ci-dessous, toutes les chansons sont composées par Klara et Johanna Söderberg.
| 1.    | The Lion's Roar       |                                  | 5:07 |
| 2.    | Emmylou               |                                  | 4:18 |
| 3.    | In the Hearts of Men  |                                  | 4:14 |
| 4.    | Blue                  |                                  | 3:12 |
| 5.    | This Old Routine      | Söderberg/Söderberg/Joe Andert   | 4:24 |
| 6.    | To a Poet             |                                  | 5:44 |
| 7.    | I Found a Way         |                                  | 4:13 |
| 8.    | Dance to Another Tune |                                  | 4:51 |
| 9.    | New Year's Eve        |                                  | 3:07 |
| 10.   | King of the World     | Söderberg/Söderberg/Conor Oberst | 3:39 |
| 42:46 |                       |                                  |      |

| 11. | Wolf | 3:40 |

| 11. | Some Distant Memory            | 5:05 |
| 12. | The Lion's Roar (live on KCRW) | 4:29 |

| 11. | Wolf                   | 3:40 |
| 12. | Marianne's Son         | 3:35 |
| 13. | I Just Needed a Friend | 3:29 |

## Critique
The Lion's Roar reçut de la part de la critique un accueil enthousiaste.
The Guardian lui attribue 4 étoiles sur un total de 5, avec comme commentaire  "Un disque plus grand, meilleur qu'à leurs débuts, construit avec l'aplomb de la maturité et un son indie-country lisse et assuré"

## Vidéo-clipsofficiels
(en) « Clip officiel du single The Lion's Roar (2011) », sur YouTube

(en) « Clip officiel du single Emmylou (2012) », sur YouTube

(en) « Clip officiel du single Blue (2012) », sur YouTube

(en) « Clip officiel du single Wolf (2012) », sur YouTube

## Crédits
- Clavier, autoharpe, chant – Johanna Söderberg
- Chant, guitare – Klara Söderberg
- Guitare basse – Benkt Söderberg (morceaux 1, 3, 4, 6, 7, 8, 10)
- Batterie, percussion – Mattias Bergqvist (morceaux 1–8; 10)
- Piano – Ben Brodin (en) (morceaux 1–3; 7)
- Piano – Nate Walcott (en) (morceaux 4–7)
- Trompette – Nate Walcott (en) (morceau 10)
- Orgue B-3 – Nate Walcott (en) (morceau 9)
- Accordéon – James Felice (morceau 10)
- Chant – Conor Oberst (morceau 10)
- Ingénieur du son, Mixage et Production; mandoline, pedal steel guitar, percussions, autoharpe, guitare électrique, hammered dulcimer  – Mike Mogis (en)

## Classements et certifications
| Classement                         | Meilleure position |
| ---------------------------------- | ------------------ |
| Allemagne (Media Control AG)       | 69                 |
| Australie (ARIA)                   | 36                 |
| Autriche (Ö3 Austria Top 40)       | 55                 |
| Belgique (Flandre Ultratop)        | 30                 |
| Belgique (Wallonie Ultratop)       | 88                 |
| Danemark (Tracklisten)             | 14                 |
| Finlande (Suomen virallinen lista) | 19                 |
| Norvège (VG-lista)                 | 3                  |
| Pays-Bas (Mega Album Top 100)      | 41                 |
| Royaume-Uni (UK Albums Chart)      | 35                 |
| Suède (Sverigetopplistan)          | 1                  |
| Suisse (Schweizer Hitparade)       | 76                 |

| Pays        | Compagnie | Certification |
| ----------- | --------- | ------------- |
| Royaume-Uni | BPI       | Or            |
| Suède       | IFPI      | Platine       |